# سويفت 220

سويفت 220 هو سلاح تم تطوير الرصاصة .220 Swift بواسطة شركة وينتشستر في عام 1935 م، وكانت أول سلاح يصنع محشوا مع سرعه انطلاق من البندقية تزيد عن 4000 قدم/ثانية (1200 متر/ثانية) وهو لا يزال أسرع سلاح يتم تحميله بالأسلحه الصغيرة.